# Anne de Blok
Anne de Blok (1990) is een Nederlandse onderzoeksjournaliste en documentairemaker.

## Biografie
Anne de Blok begon haar carrière in 2014 bij onderzoekscollectief Follow the Money. Daar deed ze onderzoek naar het Nederlandse toezicht op Europese subsidiestromen, dat uitmondde in een artikel en documentaire genaamd ‘Vissen naar subsidie’. Een coproductie van Follow the Money en KRO Reporter, waarvoor ze in 2015 De Loep won, een prijs voor beste onderzoeksjournalistiek Nederland en Vlaanderen.
Daarna reconstrueerde De Blok samen met Jacco Versluis wat er gebeurde in de eerste dagen na het neerstorten van vlucht MH17 in Oekraïne. Het onderzoek leidde tot een 90 minuten durende televisiedocumentaire voor KRO Reporter dat uitgezonden werd een jaar na de ramp.
Sinds 2016 werkte De Blok als onderzoeksjournalist voor het KRO-NCRV-televisieprogramma De Monitor. Voor dit programma maakte ze een drieluik over de GGZ in Nederland waarvoor ze in 2017 De Tegel ontving, de belangrijkste Nederlandse prijs voor journalistiek.
In 2021 en 2022 maakte De Blok voor De Correspondent een reconstructie van het Nederlandse hulpmiddelenbeleid ten tijde van de coronapandemie.

### Erkenning
In 2015 won De Blok de VVOJ-aanmoedigingsprijs De Loep voor Vissen naar subsidie.
In 2017 won de Bok De Tegel voor de drieluik Verwarde mensen die ze maakte voor De Monitor.